# 夢世界-武林外伝-
『夢世界-武林外伝-』（ゆめせかい ぶりんがいでん）は、中国の人気コメディドラマ「武林外伝」をオンラインゲーム化、中国の北京完美時空網絡技術有限会社が開発した3DMMORPG。中国・日本・台湾で運営され、『パーフェクトワールド-完美世界-』の2作目となるタイトル。

## 概要
開発元である中国での同時接続数は『完美世界』を大きく上回る50万人の大型タイトルであり、日本でのサービスは完美世界同様C&Cメディアが運営する。2008年2月29日より、正式サービスが開始されている。アイテム課金方式なので、基本的に無料である。なお、2010年11月11日よりタイトルが「夢世界 プラス」に変更となることがティザーサイトにて発表された。

## 特徴
ラグナロクオンライン2やフローレンシアなどの様な、可愛い3Dの4頭身キャラクターとなっている。最近のゲームでは珍しいオートラン機能が使え、2Dゲームを遊ぶくらいの低スペックPCでの動作も可能があり、MMORPGとしては簡略的なシステムと変身や騎乗戦闘、ペットの育成や結婚・お姫様抱っこなどのシステムを搭載している。カジュアルなMMORPGとしては珍しく、対人戦であるPKやCvCなども用意されている。

## ゲームシステム

### オートラン
ターゲットしたポイントに自動で進むことが可能。

### 変身
モンスターのクリスタルを手に入れることで、一定時間そのモンスターに変身することができる。

## 課金システム
ゲーム内で課金専用アイテムを購入できる。騎乗アイテム、ファッションアイテム、花火など、様々なアイテムが用意されている。